# Centre catholique de radio et télévision
 (juillet 2025).
Si vous disposez d'ouvrages ou d'articles de référence ou si vous connaissez des sites web de qualité traitant du thème abordé ici, merci de compléter l'article en donnant les références utiles à sa vérifiabilité et en les liant à la section « Notes et références ».
 (juillet 2025).
La mise en forme du texte ne suit pas les recommandations de Wikipédia : il faut le « wikifier ».
Les points d'amélioration suivants sont les cas les plus fréquents. Le détail des points à revoir est peut-être précisé sur la page de discussion.
- Les titres sont pré-formatés par le logiciel. Ils ne sont ni en capitales, ni en gras.
- Le texte ne doit pas être écrit en capitales (les noms de famille non plus), ni en gras, ni en italique, ni en « petit »…
- Le gras n'est utilisé que pour surligner le titre de l'article dans l'introduction, une seule fois.
- L'italique est rarement utilisé : mots en langue étrangère, titres d'œuvres, noms de bateaux, etc.
- Les citations ne sont pas en italique mais en corps de texte normal. Elles sont entourées par des guillemets français : « et ».
- Les listes à puces sont à éviter, des paragraphes rédigés étant largement préférés. Les tableaux sont à réserver à la présentation de données structurées (résultats, etc.).
- Les appels de note de bas de page (petits chiffres en exposant, introduits par l'outil «  Source ») sont à placer entre la fin de phrase et le point final[comme ça].
- Les liens internes (vers d'autres articles de Wikipédia) sont à choisir avec parcimonie. Créez des liens vers des articles approfondissant le sujet. Les termes génériques sans rapport avec le sujet sont à éviter, ainsi que les répétitions de liens vers un même terme.
- Les liens externes sont à placer uniquement dans une section « Liens externes », à la fin de l'article. Ces liens sont à choisir avec parcimonie suivant les règles définies. Si un lien sert de source à l'article, son insertion dans le texte est à faire par les notes de bas de page.
- La présentation des références doit suivre les conventions bibliographiques. Il est recommandé d'utiliser les modèles {{Ouvrage}}, {{Chapitre}}, {{Article}}, {{Lien web}} et/ou {{Bibliographie}}. Le mode d'édition visuel peut mettre en forme automatiquement les références.
- Insérer une infobox (cadre d'informations à droite) n'est pas obligatoire pour parachever la mise en page.

Pour une aide détaillée, merci de consulter Aide:Wikification.
Si vous pensez que ces points ont été résolus, vous pouvez retirer ce bandeau et améliorer la mise en forme d'un autre article.
Le Centre catholique de radio et télévision (CCRT) est une ancienne association suisse, au sens du code civil, fournissant des programmes aux stations de radio (RSR) et aux chaînes de télévision (TSR) publiques de Suisse romande. 
Cette activité a été transmise à l'Association Cath-Info à Lausanne, qui comprend également une agence de presse, APIC, et un site internet d'information religieuse.

## Présentation
Basé à Lausanne, le CCRT a été partenaire de la Radio télévision suisse (RTS), avec laquelle il a signé des conventions. Il fut aussi partenaire de l'Église catholique en Suisse romande, dont étaient issus des délégués formant une assemblée générale de l'association. Son financement provenait de subventions octroyées par la Conférence centrale catholique-romaine de Suisse (RKZ), organe qui assure le financement d'activités catholiques supra-diocésaines en Suisse, de plusieurs conventions financières avec la RTS ainsi que de dons.
Le Centre catholique de radio et télévision a assumé, avec son alter ego protestant Médias-Pro, la responsabilité éditoriale de plusieurs émissions de radio et de télévision de la Radio télévision suisse. Ce partenariat s’est exercé dans une perspective œcuménique depuis 1964, et interreligieuse depuis 1997.

## Histoire
1928 : première retransmission radiophonique d'un office catholique : une messe de Minuit en direct de la paroisse St-Joseph de Genève. Une transmission aura lieu régulièrement à Noël, tandis qu'à cette époque le culte protestant faisait partie du programme régulier chaque dimanche.
1936 : Jacques Haas, curé lausannois, commence à présenter des sujets catholiques à la Radio à Lausanne. 
5 mai 1940 : début de la programmation régulière des messes à la radio le dimanche (alternativement de Carouge/Genève par Radio-Genève, et de l'Abbaye de Saint-Maurice en Valais par Radio-Lausanne).
1952 : création officielle de l'Association du Centre catholique de radio et télévision sous l'impulsion de Jacques Haas (1908-1973)
1954 : à la naissance de la Télévision suisse romande, des émissions religieuses sont créées à l'instigation de Jacques Haas et du pasteur Robert Stahler. 
1973 : l'abbé André Babel, ancien rédacteur au Courrier à Genève, devient directeur du Centre catholique de radio et télévision (1930 - 2007).
1988 : André Kolly, un laïc responsable depuis 1976 du service catholique de Radio, devient directeur du Centre catholique de radio et télévision (né en 1945)
2009 : Bernard Litzler, rédacteur en chef de l’Écho magazine, succède à André Kolly.
2015 : Au 1er janvier, l'activité du CCRT auprès de la Radio télévision suisse (RTS) est reprise par la nouvelle association Cath-Info. En revanche, le CCRT s'est transformé en une association CCRT-Solidaire dont le but est d'apporter un soutien à Cath-Info.
Le Centre catholique de Radio et Télévision coproduisait les émissions suivantes à la Radio suisse romande :
- Hautes Fréquences[1]
- A vue d'esprit[2], remplacé par Babel, magazine de décryptage religieux dès septembre 2016
- Messe[3]
- Juste Ciel[4]

À la Télévision suisse romande, il coproduisait les émissions :
- Faut pas croire
- Dieu sait quoi
- Messes
- Toutes ces émissions ont continué au 1er janvier 2015 sous l'égide de Cath-Info[5].